# 陳凌
陳凌（英語：Lynn Chen，1976年12月24日—）是一位臺灣裔美國女演員。她曾在索尼經典電影發行的故事片《面子》中飾演薇薇安（Vivian Shing）一角。她在2006年亞洲卓越獎中獲得了“傑出新人獎”。陳凌也是美食部落格的作者。2013年，陳凌被《美麗佳人》評為「變革推動者」。

## 早年生活
陳凌在紐約皇后區出生，在紐澤西克瑞斯基爾長大。父母在1960年代從臺灣移民至美國，母親是一名歌劇演唱家，父親則是崑曲學會的創辦會長。她有一個也在音樂界工作的兄弟。丈夫是。
陳凌畢業於衛斯理大學。

## 外部連結
- 陳凌的Facebook專頁
- 陳凌的Instagram帳戶
- 陳凌的新浪微博
- YouTube上的陳凌頻道
- 陳凌 的pinterest
- 陳凌的X（前Twitter）
- 官方網站 （页面存档备份，存于）
- 陳凌在互联网电影资料库（IMDb）上的資料（英文）
- 陳凌的美食部落格 （页面存档备份，存于）
- Lynn Chen- Eat, Act, Love
- Lynn Chen & Lisa Lee: Thick Dumpling Skin （页面存档备份，存于）